# 로라 (2005년 영화)
로라(Forty Shades Of Blue)는 미국에서 제작된 아이라 잭스 감독의 2005년 드라마, 멜로/로맨스 영화이다. 다미 베일리 등이 주연으로 출연하였고 자왈 느가 등이 제작에 참여하였다.

## 출연

### 주연
- 다미 베일리
- J. 블랙풋

### 조연
- 대런 E. 버로우즈
- 제리 칩맨
- 짐 딕킨슨
- 스튜어트 그리어
- 앤드류 헨더슨
- 디나 코준
- 토드 맬터
- 메리 장 맥애덤스
- 도널드 마이어스
- 제니 오하라
- 조앤 팬코
- 찰스 스킵 핏츠
- 파프리카 스틴
- 립 톤
- 존 보이드 웨스트
- 레드 웨스트

## 제작진
- Line PD: 마이크 S. 라이언
- 미술: 테레사 마스트로피에로
- 의상: 에릭 데먼
- 배역: 에이비 코프먼